# Primulina varicolor
Primulina varicolor là một loài thực vật có hoa trong họ Tai voi (Gesneriaceae). Loài này có ở Quảng Tây (Trung Quốc); được D.Fang & D.H.Qin mô tả khoa học đầu tiên năm 1999 dưới danh pháp Chirita varicolor. Năm 2011, Yin Z.Wang chuyển nó sang chi Primulina.